# Ocenebra erinacea

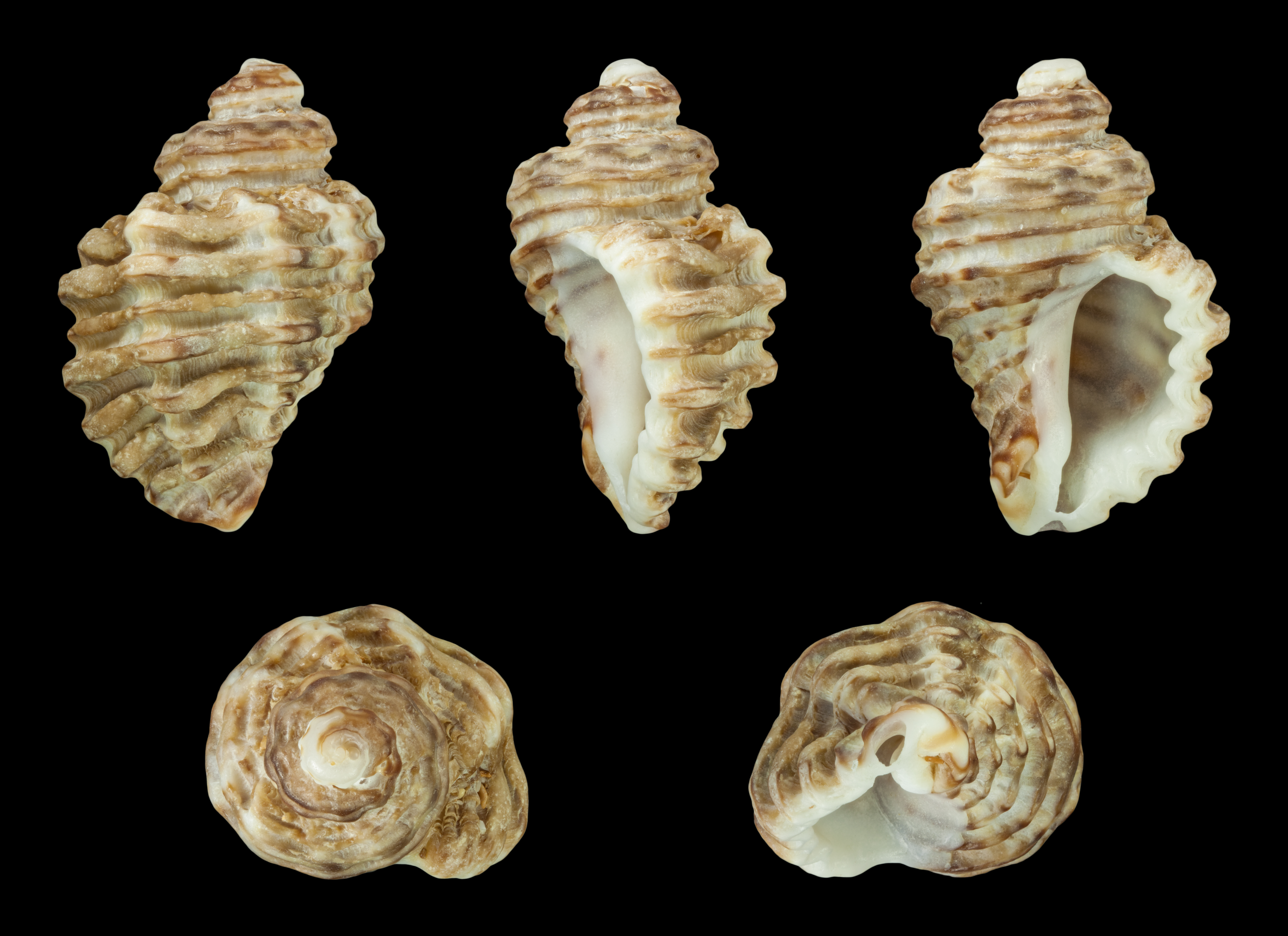
Ocenebra erinaceus torosa

Ocenebra erinacea är en snäckart som först beskrevs av Carl von Linné 1758.  Ocenebra erinacea ingår i släktet Ocenebra och familjen purpursnäckor. Arten förekommer tillfälligt i Sverige, men reproducerar sig inte. Inga underarter finns listade i Catalogue of Life.